# Puntate de Il serpente dell'Essex
La miniserie Il serpente dell'Essex è composta da sei episodi, distribuiti su Apple TV+ dal 13 maggio al 10 giugno 2022.  
| nº | Titolo originale     | Titolo italiano    | Pubblicazione  |
| -- | -------------------- | ------------------ | -------------- |
| 1  | The Blackwater       | Il Blackwater      | 13 maggio 2022 |
| 2  | Matters of the Heart | Questioni di cuore | 13 maggio 2022 |
| 3  | Falling              | La caduta          | 20 maggio 2022 |
| 4  | Everything Is Blue   | Tutto è blu        | 27 maggio 2022 |
| 5  | I Break Things       | Io rompo cose      | 3 giugno 2022  |
| 6  | Surfacing            | Affiorare          | 10 giugno 2022 |

## Il Blackwater
- Titolo originale: The Blackwater
- Diretto da: Clio Barnard
- Scritto da: Juliette Towhidi, Anna Symon, Clio Barnard

### Trama
Inghilterra, 1893. Nel villaggio di Aldwater, nell'Essex, una giovane donna, Gracie, si addentra nelle paludi sotto gli occhi della sorella Noemi, dicendo di essere tentata dal "Serpente". A Londra, Michael Seaborne muore dopo aver rifiutato un intervento salvavita offerto dal suo amico Luke Garrett. La vedova di Michael, Cora, dopo i funerali decide di recarsi ad Aldwater, insieme al figlio Frankie e alla domestica Martha, per indagare sul Serpente, e lì fa la conoscenza del pastore locale, Will, e di sua moglie Stella. Durante il successivo sermone domenicale, Gracie viene ritrovata morta. 
- Durata: 52 minuti

## Questioni di cuore
- Titolo originale: Matters of the Heart
- Diretto da: Clio Barnard
- Scritto da: Anna Symon

### Trama
Viene celebrato il funerale di Gracie e il villaggio inizia a temere il Serpente. Cora decide di restare nell'Essex e manda Martha a Londra per completare il trasloco. Durante il viaggio, Martha parla con Luke e il suo collega George Spencer e li convince ad aiutare i giovani immigrati di Londra offrendo interventi gratuiti e facendo pressioni sul deputato Sir Charles Ambrose. Cora conosce il signor Cracknell, evitato dalla comunità perché non frequenta la chiesa, e si apre a Will sul fatto che il suo defunto marito era violento nei suoi confronti, ma quando tenta di spiegare l'evoluzione ai bambini del villaggio questi diventano isterici e ostili, per poi svenire uno dopo l'altro senza apparente motivo. 
- Durata: 52 minuti

## La caduta
- Titolo originale: Falling
- Diretto da: Clio Barnard
- Scritto da: Jess Brittain

### Trama
Cora contatta Luke per cercare spiegazioni razionali a quello che sta succedendo, ma gli abitanti sospettano che sia la stessa Cora ad aver portato il Serpente nel loro villaggio. Cora e Luke mettono Jo, figlia di Will e Stella, sotto ipnosi per guarirla dal suo improvviso mutismo, provocato dalla paura del Serpente, ma lo fanno senza il permesso di Will, che quando vede lo stato emotivo in cui l'esperienza lascia la figlia caccia di casa i due. In seguito Will e Cora discutono e finiscono per baciarsi, mentre Stella li osserva dalle finestre di casa. 
- Durata: 44 minuti

## Tutto è blu
- Titolo originale: Everything Is Blue
- Diretto da: Clio Barnard
- Scritto da: Hania Elkington

### Trama
Will cerca di stare lontano da Cora, ma viene spinto verso di lei dalla stessa Stella, che è segretamente malata. Durante i festeggiamenti per il compleanno di Cora, dove lei balla con Will, Martha e Luke hanno un'avventura di una notte, per sublimare i loro sentimenti verso Cora. Durante la serata, Cracknell muore misteriosamente e Noemi sembra suicidarsi come la sorella. Gli abitanti sono sempre più spaventati e ostili verso Cora, che dopo aver passato la notte con Will fugge per tornare a Londra. 
- Durata: 51 minuti

## Io rompo cose
- Titolo originale: I Break Things
- Diretto da: Clio Barnard
- Scritto da: Elinor Cook

### Trama
Cora rincontra casualmente Will quando questi porta la moglie a Londra per una diagnosi, scoprendo che è alle fasi finali della tubercolosi, ma Stella rifiuta le cure. Luke viene rifiutato da Cora, e lui l'accusa di star solo aspettando che Stella muoia per avere Will. Cora si precipita a casa a fare le valigie, mentre Luke subisce un'aggressione alla stazione che compromette la sua mano al punto da dover lasciare la chirurgia. 
- Durata: 49 minuti

## Affiorare
- Titolo originale: Surfacing
- Diretto da: Clio Barnard
- Scritto da: Anna Symon

### Trama
Stella, in fin di vita, vorrebbe poter parlare con Cora, ma Will le scrive chiedendole di non tornare. Cora tuttavia torna comunque e affronta prima Stella e poi Will, ma la loro discussione viene interrotta quando scoprono che Stella ha tentato di affogarsi aiutata da Frankie, e solo l'intervento di Will la salva. Si scopre che Noemi è ancora viva quando torna al villaggio per annunciare che il Serpente è morto, anche se in realtà quella che ha visto è semplicemente la carcassa di una balena arenata. Stella muore in pace e Will e Cora, sei mesi dopo, possono infine stare insieme, sapendo che la donna benedice la loro relazione. 
- Durata: 52 minuti